# اگون شیله: زیاده‌روی و مجازات
اگون شیله: زیاده‌روی و مجازات (آلمانی: Egon Schiele – Exzess und Bestrafung) یک فیلم زندگی‌نامه‌ای دربارهٔ اگون شیله است که در سال ۱۹۸۰ منتشر شد. این فیلم اساساً تصویری از وسواس، سکس، مصرف الکل و احساسات کنترل‌نشده است، و شیله را به عنوان عامل دگرگونی‌های اجتماعی نشان می‌دهد که منجر به نابودی خود او و کسانی می‌شود که دوستشان دارد. این فیلم نماینده اتریش جهت رقابت برای جایزه اسکار بهترین فیلم بین‌المللی در پنجاه و سومین دوره جوایز اسکار بود که به فهرست نهایی منتخبان راه نیافت.